# Автошлях О 020506
Автошля́х О 020406 — автомобільний шлях місцевого значення у Вінницькій області. Пролягає територією Гайсинського та Вінницького районів через Дашів — Фронтівку — Угарове. Загальна довжина — 35,2 км.

## Маршрут
Автошлях проходить через такі населені пункти:
| Автошлях О 020506 |
| Вінницька область |
| Гайсинський район |
| Дашів             |
| Купчинці          |
| Яструбинці        |
| Вінницький район  |
| Фронтівка         |
| Березівка         |
| Угарове           |

## Галерея

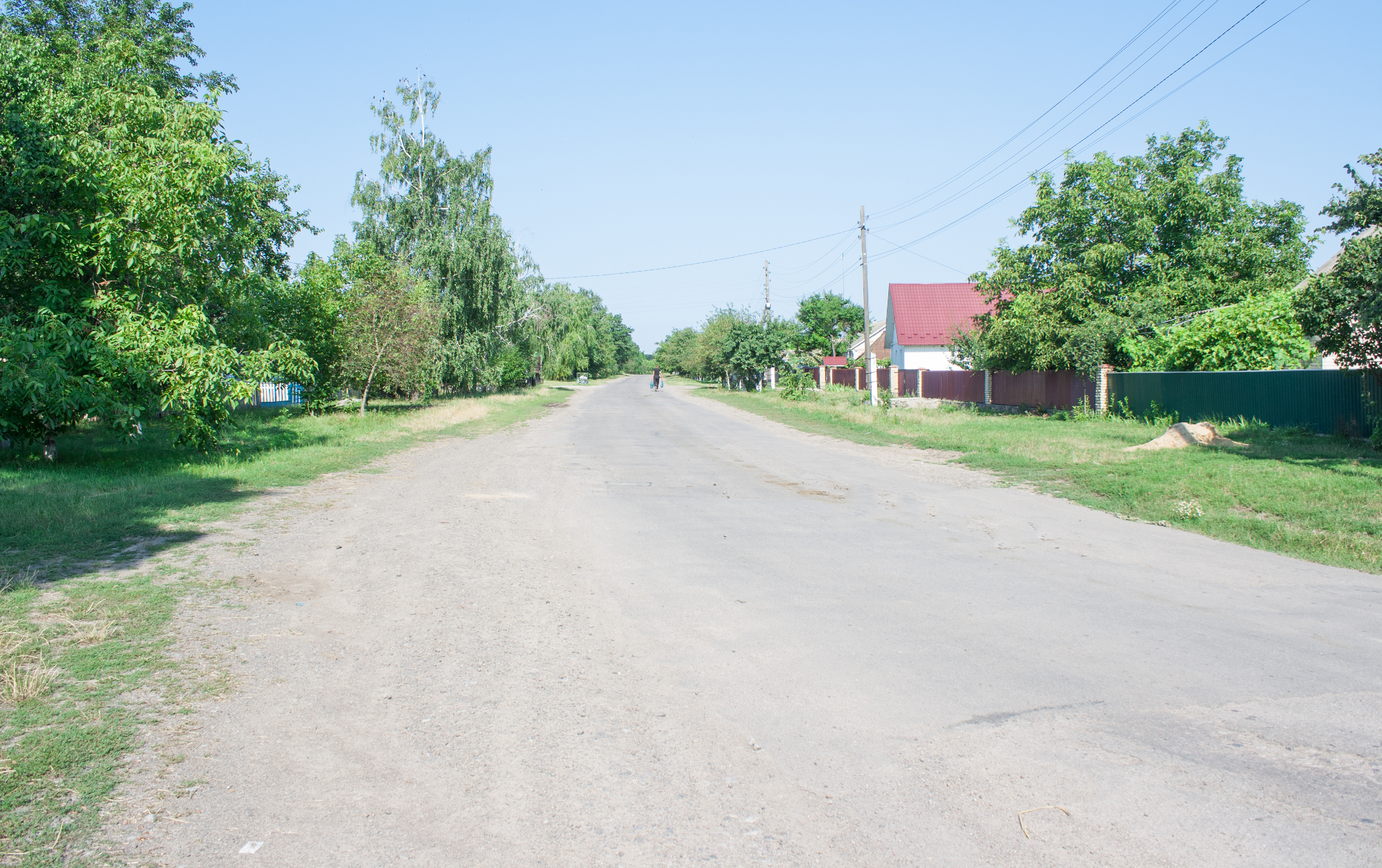
Автошлях в селі Купчинці
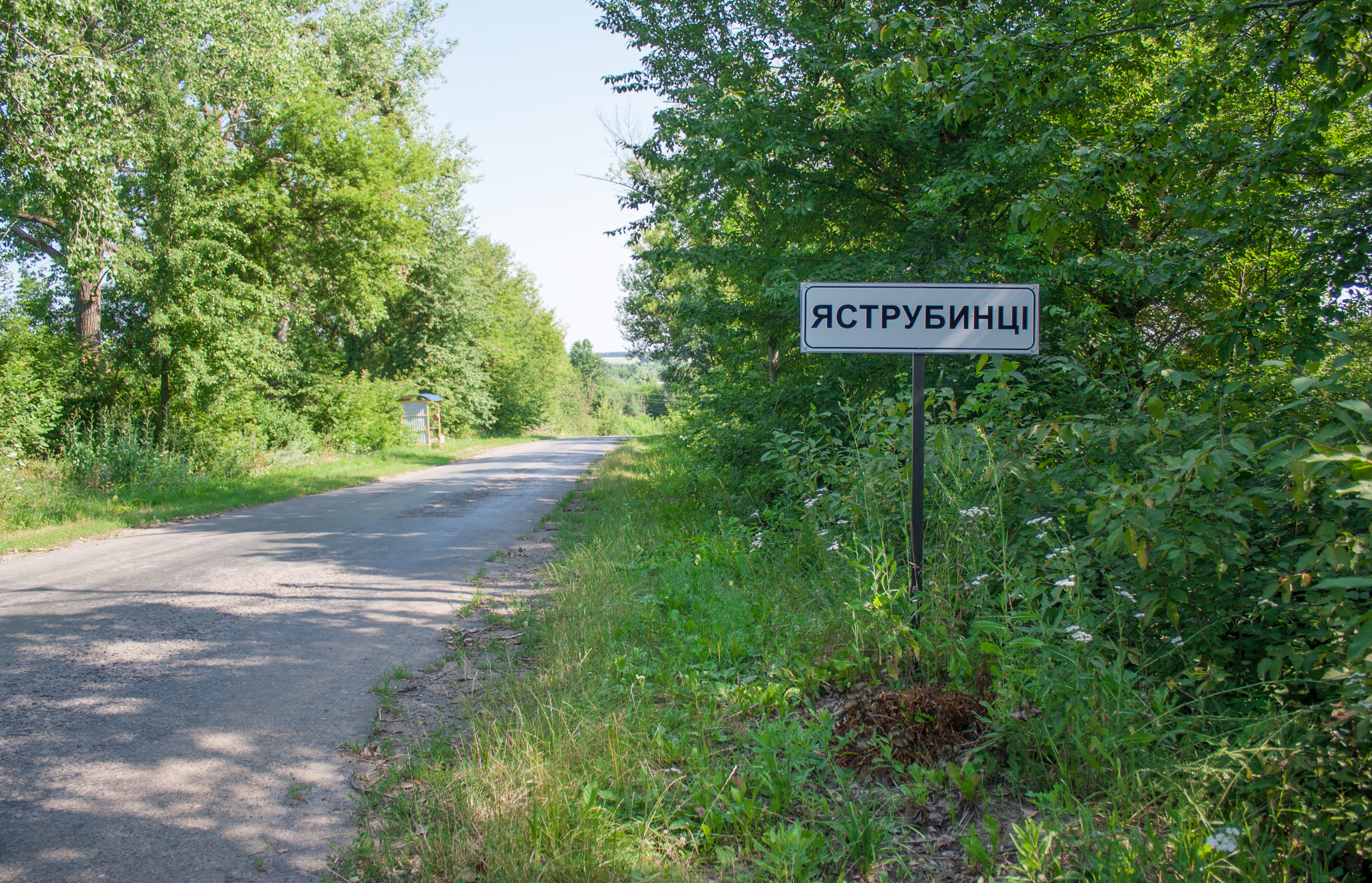
Автошлях при в'їзді в село Яструбинці
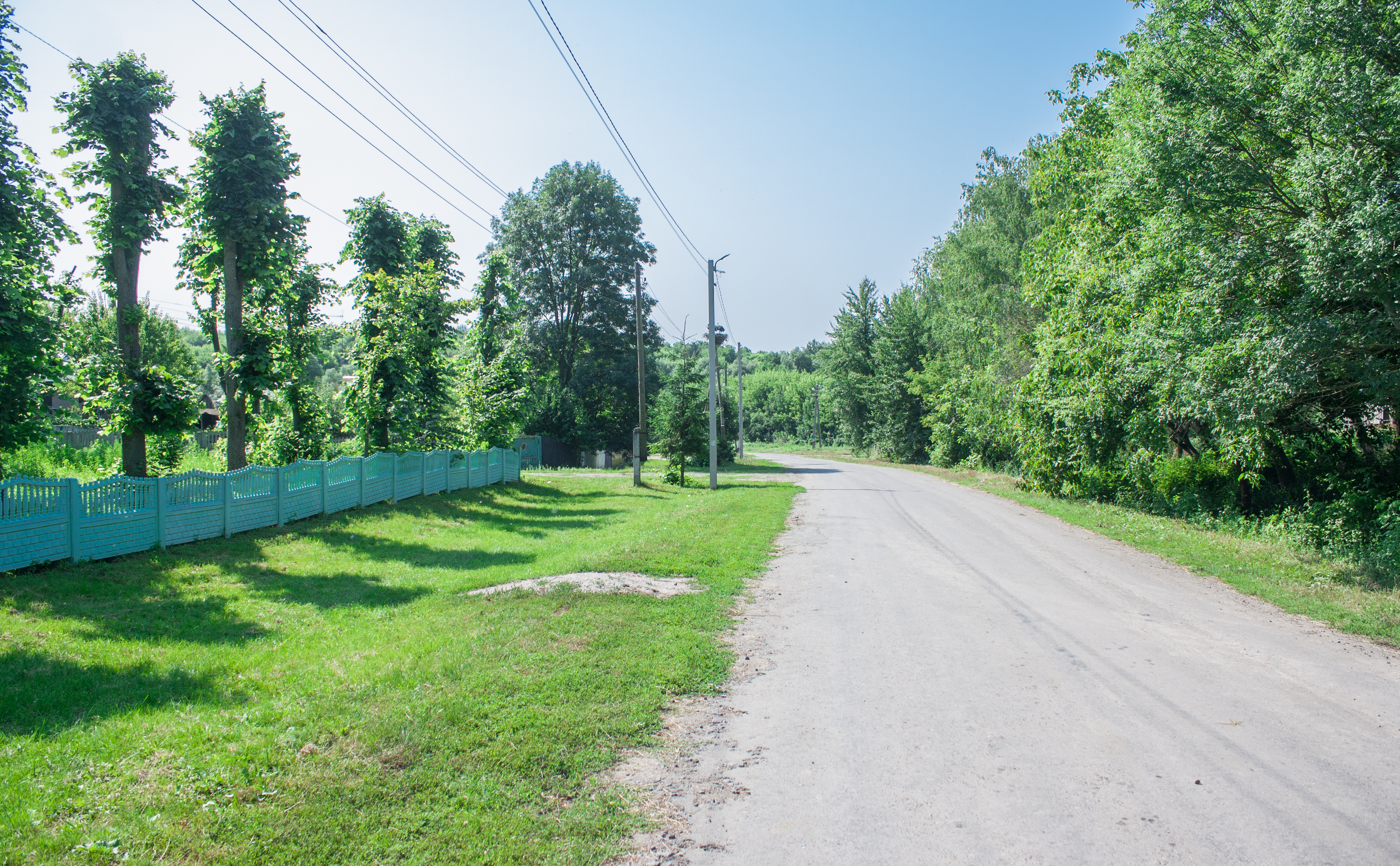
Автошлях в селі Яструбинці
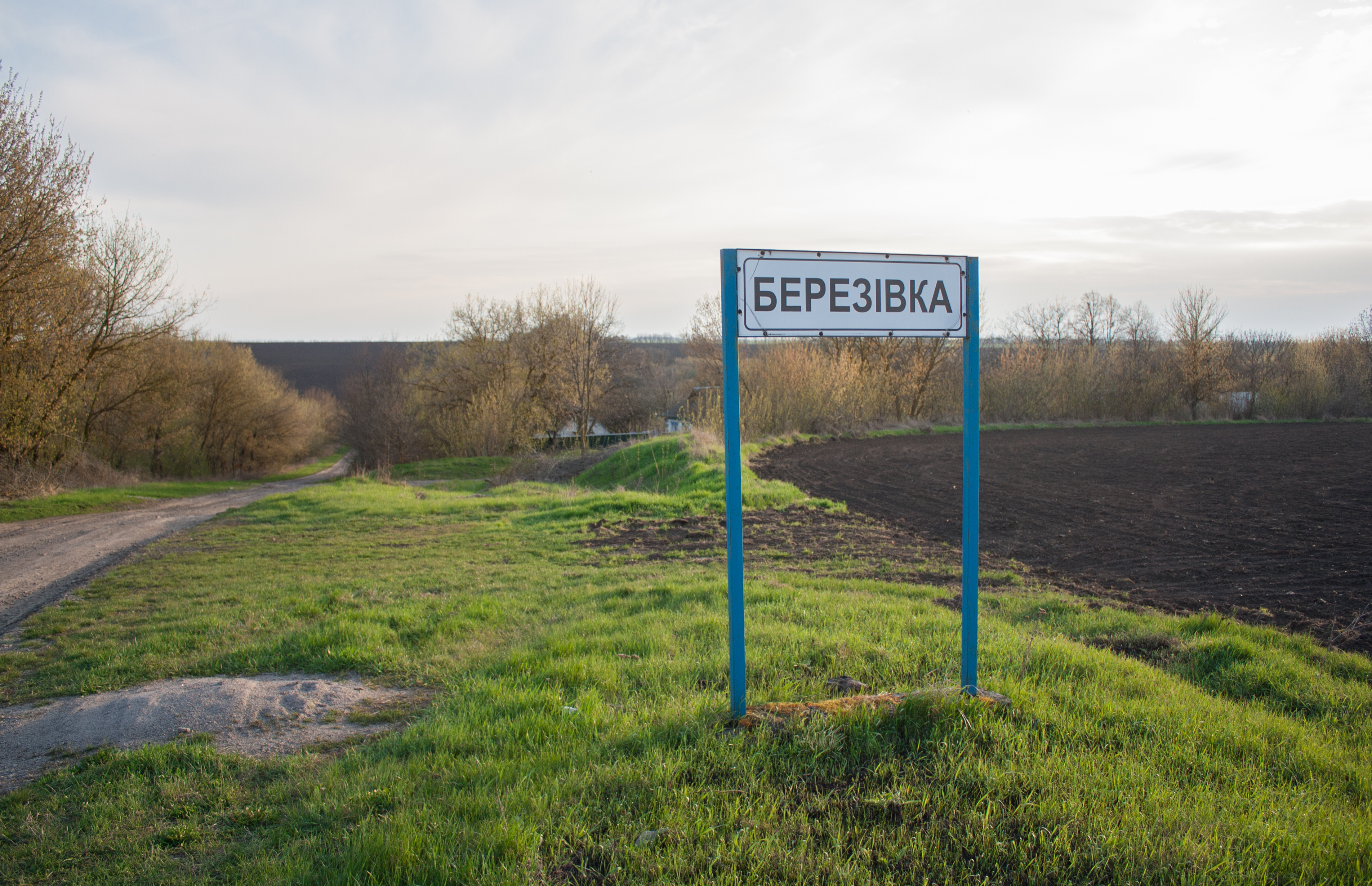
Автошлях при в'їзді в село Березівка
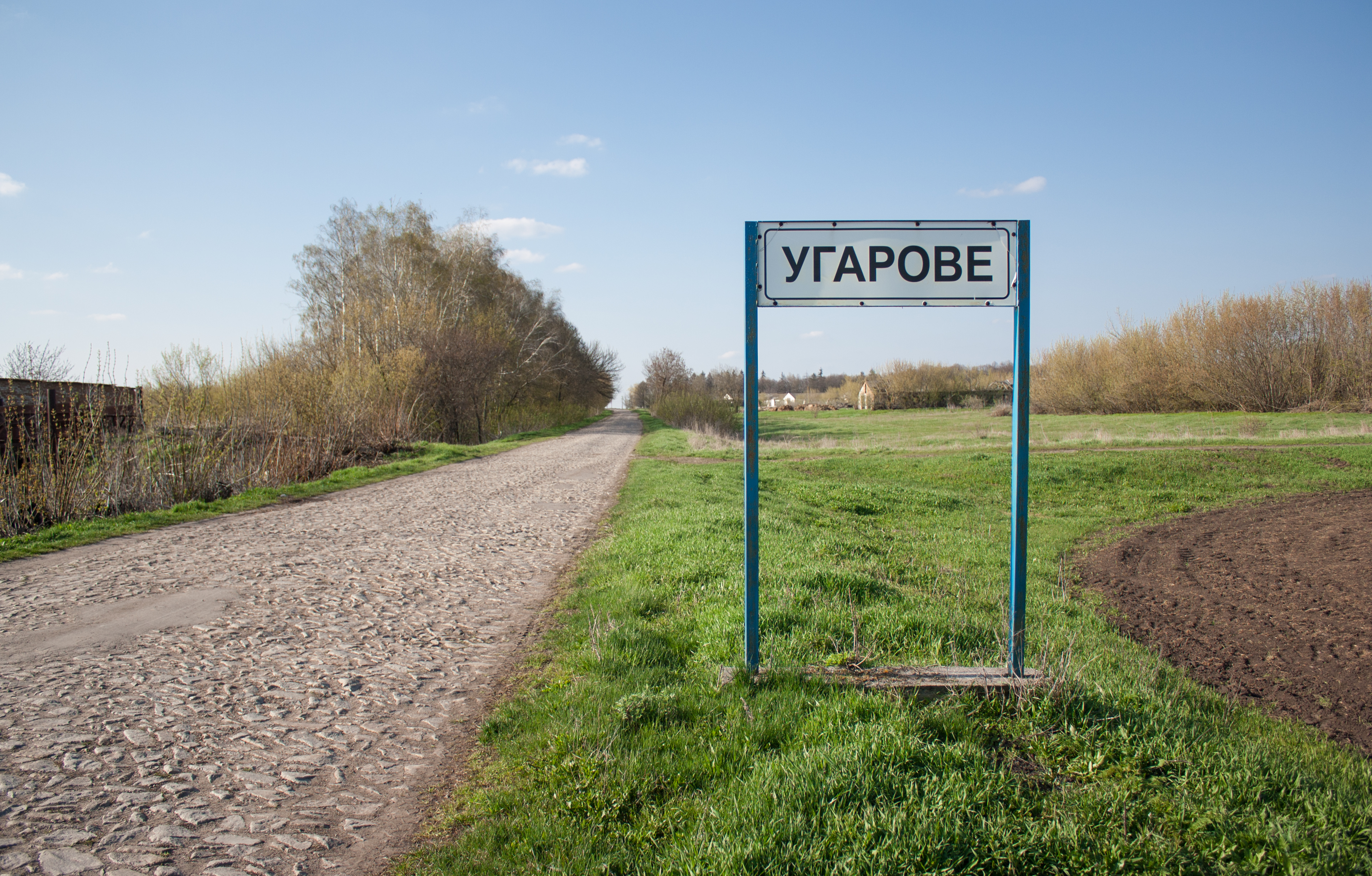
Автошлях при в'їзді в село Угарове